# جائحة فيروس كورونا في إسرائيل
تم تسجيل أول حالة إصابة بفيروس كورونا (covid-19)، في إسرائيل بتاريخ 21 من فبراير لعام 2020، والتي أظهرت فحصا إيجابيا لفايروس كورونا لمواطنة في مركز شيبا الطبي وذلك بعد عودتها من الحجر الصحي على متن سفينة أميرة الألماس في اليابان. ونتيجة لذلك، فقد تم فرض قانون العزل المنزلي لمدة 14 يوما لأي شخص عائد من زيارة كوريا الجنوبية أو اليابان، والحظر لغير المواطنين والمقيمين القادمين من كوريا الجنوبية خلال ال 14 يوما الماضية.
في 11 من شهر مارس، حددت إسرائيل التجمعات لمئة شخص. في 15 من مارس، تم تحديد التجمعات لعشرة أشخاص، مع نصح الحاضرين بالابتعاد عن بعضهم البعض مسافة مترين (حوالي 6-7 إنشات). في 19 من مارس، أعلن بنيامين نتناياهو حالة طوارئ وطنية، قائلا أن التقيدات الموجودة من الآن وصاعدا سيتم دعمها بصورة قانونية، وسيتم معاقبة المخالفين. لم يتم السماح لإسرائيليين بمغادرة إلا في حالة الضرورة القصوى. بقيت الخدمات الأساسية مفتوحة، مثل المتاجر والصيدليات والبنوك. في العشرين من مارس، تم إعلان الضحية الوطنية الأولى لأحد الناجين من محرقة اليهود في القدس البالغ 88 سنة، حيث كان يعاني من أمراض سابقة. تم زيادة التقييدات المفروضة على الأفراد بشكل أكبر في 25 من مارس والأول من أبريل، بحيث يجب عليهم إرتداء الكمامات عند خروجهم من منازلهم. ونظرا لارتفاع أعداد الإصابة بفايروس كورونا في مدينة بني براك، ليصل إلى 1000 حالة، فقد صوت مجلس الوزراء على إعلانها كمنطقة مقيدة، مقيدا الدخول والخروج منها لمدة أسبوع.
في 2 من أبريل، تم إثبات إصابة وزير الصحة ياكوف ليتزمان وزوجته بفايروس كورونا، حيث أنه كان أول أعضاء مجلس الوزراء إصابة. تم الحجر عليه بصورة ذاتية وهو يكمل عمله من المنزل. من قادات الحكومة الأخرى الذي كان على تواصل مع ليتزمان، فهم رئيس الورزاء نيتنياهو، المدير العام لوزارة الصحة موشيه بار سيمان توف، مسعد مدير يوسي كوهين، مستشار الأمن الوطني ماير بن شبات، رئيس الخدمات الصحية العامة الدكتور سيجال سادتسكاي، ورئيس مركز الحداثة الطبي البروفيسور زيف روتستين. وتم نقلهم جميعا إلى العزل الذاتي بعد إعلان إصابته.
وقد جاء الوباء وسط غياب حكومة رسمية، حيث لم يتم إنشاء تحالف قانوني منذ الانتخابات القانونية الإسرائيلية 2020، الثالثة منذ انحلال الحكومة في ديسمبر 2018. استمر نتنياهو بالعمل كرئيس للوزراء وقد كان الملام لتبني قوى إضافية في محاولة لضبط واحتواء انتشار الفايروس.

## خلفية
في 12 يناير 2020، أكدت منظمة الصحة العالمية عن ظهور فيروس كورونا المستجد كسبب للمرض التنفسي الذي أصاب مجموعة من الأشخاص في مدينة ووهان، مقاطعة خوبي، الصين، إذ أُبلغ عنهم إلى منظمة الصحة العالمية في 31 ديسمبر 2019. كانت نسبة الوفيات بين الحالات المُشخصة بكوفيد-19 أقل بكثير من جائحة فيروس سارس في عام 2003، لكن انتقال العدوى كان أكبر، والوفيات أيضًا.

## الموجة الأولى

### أوائل الإصابات
سجلت إسرائيل أول إصابة بكوفيد-19 في 21 فبراير، والمصابة مواطنة إسرائيلية عادت من اليابان إلى بلادها على متن رحلة جوية بعد خضوعها للعزل الصحي على متن السفينة السياحية «أميرة الألماس»، إذ جاءت نتيجة الاختبار الذي أجرته في مركز شيبا الطبي إيجابيةً. في 23 فبراير، شُخصت إصابة راكب آخر كان على متن تلك السفينة ونُقل إلى المستشفى لعزله.
في 27 فبراير، نقُل رجل عاد من إيطاليا في 23 فبراير إلى مركز شيبا الطبي بعد تأكيد إصابته بكوفيد-19، وفي 28 فبراير ظهرت نتيجة اختبار زوجته إيجابيةً أيضًا.
في 1 مارس، أُكّدت إصابة إحدى المجندات العاملات في متجر للألعاب يديره ذات الشخص المُشخص في 27 فبراير، وفي 3 مارس أُكّد وجود ثلاثة مصابين جدد، اثنان منهم التقطا العدوى من متجر الألعاب ذاك: الأول طالب في المدرسة الإعدادية كان يعمل في المتجر، والثاني نائب مدير المدرسة الذي يتسوق من المتجر. دخل نتيجة ذلك 1150 طالبًا الحجر الصحي مدة أسبوعين. ثبتت إصابة شخص آخر عاد من رحلته إلى إيطاليا في 29 فبراير.
في 6 أبريل، توفي مارك شتاينر البروفيسور في الجامعة العبرية في القدس إثر إصابته بفيروس كورونا.

### استجابة الحكومة
أنشأت الحكومة موقعًا إلكترونيًا متعدد اللغات يحتوي على معلومات وتعليمات متعلقة بالوباء. من بين اللغات التي يدعمها الموقع: الإنجليزية والعبرية والعربية والروسية والأمهرية والفرنسية والإسبانية والأوكرانية والرومانية والتايلاندية والصينية والتغرينية والهندية والفلبينية. أنشأت الحكومة أيضًا لوحة معلومات تعرض الإحصائيات المتعلقة بالجائحة.

#### قيود السفر ودخول البلاد
في 26 يناير 2020، حذرت إسرائيل من السفر غير الضروري إلى الصين. في 30 يناير، عُلّقت جميع الرحلات الجوية من الصين، وفي 17 فبراير، وسعت إسرائيل الحظر ليشمل القادمين من تايلاند وهونغ كونغ وماكاو وسنغافورة.
في 22 فبراير، هبطت طائرة قادمة من سيؤول، كوريا الجنوبية، في مطار بن غوريون. اتخذ قرار خاص بالسماح للمواطنين الإسرائيليين فقط بالنزول منها، وعاد بقية الركاب الأجانب إلى كوريا الجنوبية. فيما بعد، منعت إسرائيل غير المقيمين والمواطنين غير الإسرائيليين الذين كانوا في كوريا الجنوبية خلال فترة 14 يومًا قبل رحلتهم من الدخول إلى أراضيها، وطُبقت نفس التعليمات على القادمين من اليابان اعتبارًا من 23 فبراير.
أصدرت إسرائيل في 26 فبراير تحذير سفر إلى إيطاليا، وحثت على إلغاء جميع الرحلات خارج البلاد.

#### الحجر الصحي مدة 14 يومًا
في 21 فبراير، سنّت إسرائيل قانونًا ينص على العزل المنزلي مدة 14 يومًا لجميع القادمين من كوريا الجنوبية أو اليابان.
أُكّدت إصابة عدد من السياح بفيروس كورونا بعد زيارتهم إسرائيل، من بينهم أعضاء في المجموعة القادمة من كوريا الجنوبية وشخصان من رومانيا ومجموعة من الحجاج اليونانيين وامرأة من ولاية نيويورك الأمريكية. عُزل 200 طالب إسرائيلي بعد اختلاطهم مع مجموعة سياح دينيين قادمين من كوريا الجنوبية، ووضع 1400 آخرون في الحجر الصحي بعد سفرهم إلى الخارج.
في 9 مارس، أعلن رئيس الوزراء بنيامين نتنياهو عن فرض حجر صحي إلزاميّ على كل الأشخاص الذين يدخلون إسرائيل، مطالبًا إياهم بعزل أنفسهم مدة 14 يومًا فور دخولهم البلاد. طُبّق القرار على الفور على جميع الإسرائليين العائدين إلى البلاد، على أن يُطبق أيضًا على جميع الأجانب ابتداءً من 13 مارس. يجب أن يثبت الأجانب أنهم أمنوا مكان إقامة ملائم في أثناء فترة حجرهم.

#### حجرات الاقتراع الخاصة بالمواطنين المعزولين
في 2 مارس، أُقيمت الانتخابات التشريعية الإسرائيلية 2020. أنشئت مقصورات اقتراع معزولة متعددة ليتمكن 5630 مواطن إسرائيلي خاضع للحجر الصحي ويملك حق التصويت من المشاركة، إذ صوّت 4073 مواطنًا في حجرات الاقتراع الخاصة بمصابي فيروس كورونا. بعد الانتخابات، وُضع العديد من الإسرائيليين في الحجر الصحي.

#### تعليق قضايا المحكمة
وسّع أمير أوحانا وزير العدل الإسرائيلي صلاحياته وأعلن عن تجميد القضايا غير الملحة في المحاكم. أُجلت نتيجة ذلك محاكمة رئيس الوزراء نتنياهو بتهمة الفساد من 17 مارس إلى 24 مايو. دعت «الحركة من أجل جودة الحكم في إسرائيل» النائب العام للحفاظ على الالتزام باللوائح التنظيمية الجديدة.

#### تتبع هواتف المصابين بكوفيد-19
في 15 مارس، اقترحت الحكومة الإسرائيلية السماح لجهاز الأمن العام الإسرائيلي (آي إس إيه) بتعقب التحركات السابقة للمرضى المصابين بكورونا عبر هواتفهم النقالة دون أن تطلب دائرة الأمن أمرًا قضائيًا من المحكمة لمراقبتهم، وكان هدف الإجراء المُصرح عنه تحديد الأشخاص الذين خالطوا مصابين خلال الأسبوعين السابقين لتشخيصهم، وإرسال رسائل نصية لإبلاغهم بضرورة حجر أنفسهم مدة 14 يومًا. كان مقررًا العمل بالإجراء الأمني مدة 30 يومًا فقط بعد أن توافق عليه لجنة فرعية من مجلس الكنيست الإسرائيلي، على أن تُحذفت جميع السجلات بعد هذه المرحلة. وصف النقاد الاقتراح بأنه انتهاك للخصوصية والحريات المدنية.
في 17 مارس، في تمام الساعة الواحدة والنصف صباحًا، وافقت لجنة الكنيست على برنامج تتبع المخالطين. راسلت وزارة الصحة 400 شخص كانوا على مقربة من المصابين في غضون أول يومين، وطلبت منهم عزل أنفسهم مدة 14 يومًا.
في 19 مارس، استمعت محكمة الاستئناف العليا في إسرائيل إلى عريضة لإيقاف برنامج تتبع المخالطين رفعتها جمعية حقوق المواطن في إسرائيل وَمركز «عدالة»؛ المركز القانوني لحماية حقوق الأقلية العربية، وأصدرت أمرًا مؤقتًا بذلك. تجمّع في ذات اليوم مئات المتظاهرين في الكنيست احتجاجًا على مراقبة الهواتف وغيرها من القيود المفروضة على حركة المواطنين، إضافةً إلى إغلاق الفرعين القضائي والتشريعي للحكومة. اعتقلت الشرطة ثلاثة متظاهرين لانتهاكهم الحظر المفروض على التجمعات التي تتجاوز 10 أشخاص، ومنعت عشرات السيارات من دخول القدس والاقتراب من مبنى الكنيست. في 26 مارس، صرح جهاز الأمن العام الإسرائيلي إنّ تتبع المخالطين أدى إلى إشعار أكثر من 500 إسرائيلي شُخّصت إصابتهم بفيروس كورونا فيما بعد.
في 26 أبريل 2020، أصدرت المحكمة العليا حكمها المتعلق بعريضة إيقاف برنامج تتبع المخالطين، إذ وافقت على خضوع القرارات الحكومية إلى المراجعة الدستورية في الظروف الطارئة في وقت إنشائها، لكن الرجوع إلى جهاز الأمن العام الإسرائيلي بهدف تتبع المخالطين سيلزم سنّ تشريع أوليّ على شكل أمر مؤقت يستوفي أحكام التقييد الواردة في القانون الأساسي: كرامة الإنسان وحريته.
قررت المحكمة أيضًا أن تتبع وكالة أمن إسرائيل للصحفيين الذين أُكّدت إصابتهم بالفيروس يحتاج إلى موافقة نظرًا إلى أهمية حرية الصحافة، ويخضع الصحفي إلى فحص وبائي فردي في حال عدم الموافقة على ذلك، ويُطلب منه إعلام جميع الجهات التي خالطته على مدى الأسبوعين السابقين لتشخيصه.

#### الاستجابة الطبية
في 15 مارس، اشتكى الأطباء من التقييد الشديد في التوجيهات الإرشادية لاختبارات كوفيد-19. في 16 مارس، وافقت وزارة الصحة على تطبيق عدد من العلاجات التجريبية على المرضى المصابين بكوفيد-19. في 18 مارس، تولت وزارة الدفاع شراء المعدات المتعلقة بكورونا، وأعلن المعهد الإسرائيلي للأبحاث البيولوجية في ذات اليوم عن عملهم على إيجاد لقاح لمرض كوفيد-19.
في 29 مارس، أعلنت المنظمة الطبية الإسرائيلية ماجن دافيد أدوم (نجمة داوود الحمراء) أنها ستجمع بلازما الدم من المرضى المتعافين من كوفيد-19 لعلاج الحالات الأكثر خطورة.

#### إعادة المواطنين إلى البلاد
بحلول الأسبوع الثالث من شهر مارس، استجابت شركة «إل عال»؛ أكبر شركة طيران إسرائيلية، إلى طلب الحكومة بإرسال رحلات إنقاذ جوية إلى البيرو والهند وأستراليا والبرازيل وكوستاريكا لإعادة مئات الإسرائيليين العالقين حول العالم نتيجة الجائحة العالمية إلى بلادهم. في 22 مارس، عاد من الهند 550 إسرائيليًا، وتلاهم ما يقارب 1,100 عائد من البيرو.

### التأثير الاقتصادي

#### التباعد الاجتماعي وإغلاق الأماكن العامة
في 10 مارس، بدأت إسرائيل الحد من التجمعات لتقتصر على 2000 شخص، وفي اليوم التالي، في 11 مارس، اقتصرت التجمعات على 100 شخص.
في 14 مارس، أعلن رئيس الوزراء نتنياهو عن لوائح جديدة، وأشار إلى ضرورة «التكيف مع نمط حياة جديد». نشرت وزارة الصحة لوائح تنظيميةً جديدةً دخلت حيز التنفيذ في 15 مارس، وشملت حظر التجمعات التي تضم أكثر من 10 أشخاص، وإغلاق جميع المؤسسات التعليمية، ومن بينها دور الحضانة والتعليم الخاص والحركات الشبابية وبرامج ما بعد المدرسة. تضمنت لائحة الأماكن المفروض إغلاقها: مراكز التسوق والمطاعم وغرف الطعام الخاصة بالفنادق والحانات ونوادي الرقص والصالات الرياضية والمسابح والشواطئ والمتنزهات المائية والترفيهية وحدائق الحيوانات والحيوانات الأليفة والحمامات العامة والتقليدية الخاصة بالرجال وصالونات التدليك والتجميل وأماكن انعقاد المؤتمرات والمناسبات والزوارق العامة والعربات السلكية (تلفريك) والمواقع التراثية، وأُبقي على مطاعم الأكل السفري ومحلات البقالة والصيدليات مفتوحةً، بينما أُغلق المسجد الأقصى وقبة الصخرة منعًا لتلوث الأماكن المقدسة.

ازدادت مكالمات المواطنين على الخطوط الساخنة التي توفر الدعم في حالات العنف المنزلي نتيجة توجيهات الحكومة التي نصت على بقاء المواطنين في منازلهم. شارفت ملاجئ النساء على الامتلاء بسبب الوافدين الجدد والمقيمين الحاليين ممن بقوا في البلاد نتيجة جائحة كورونا.

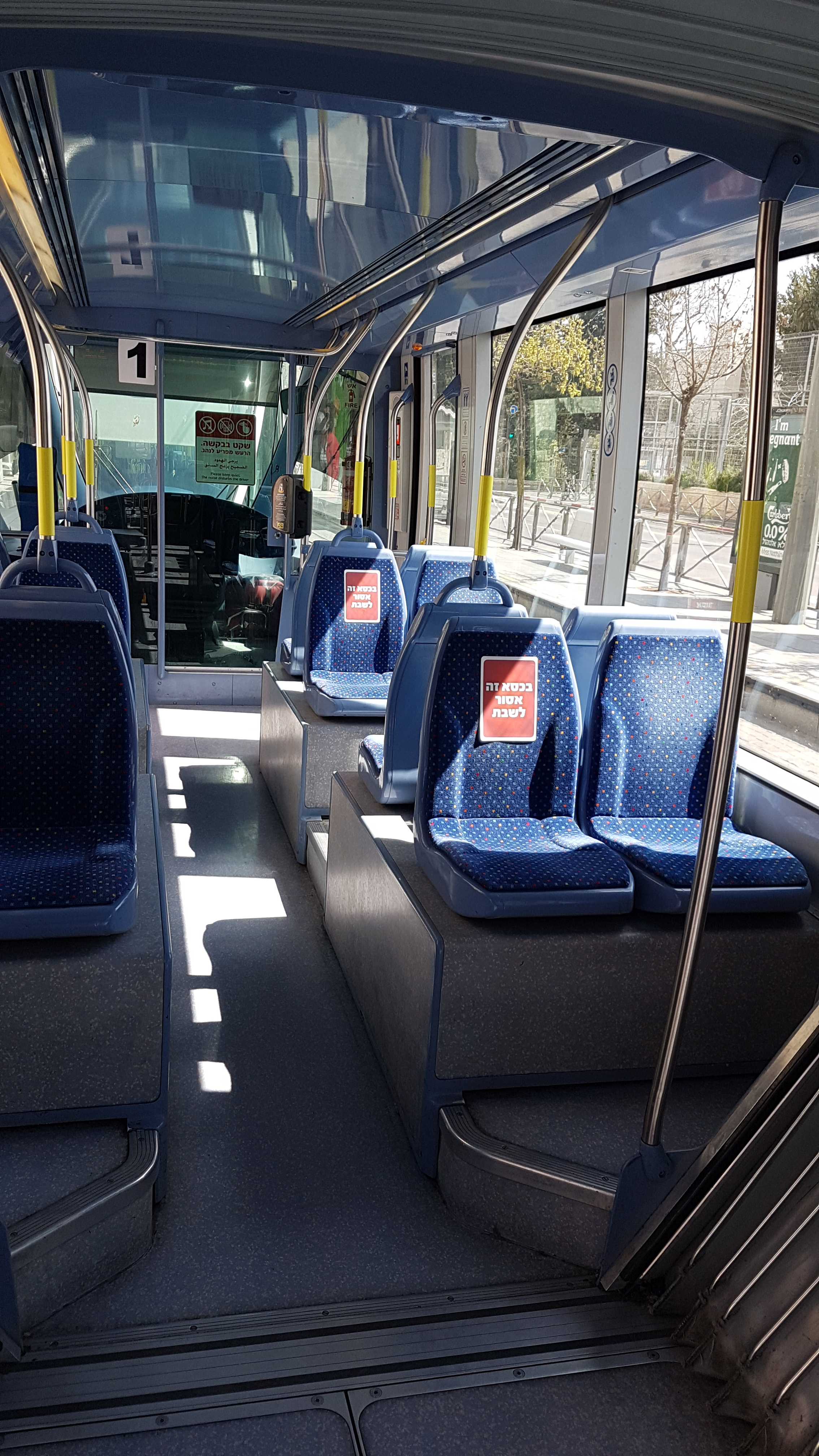
وُضعت علامات على نصف المقاعد في قطار القدس الخفيف لتشجيع التباعد الاجتماعي تقول «الجلوس ممنوع في هذا المقعد».
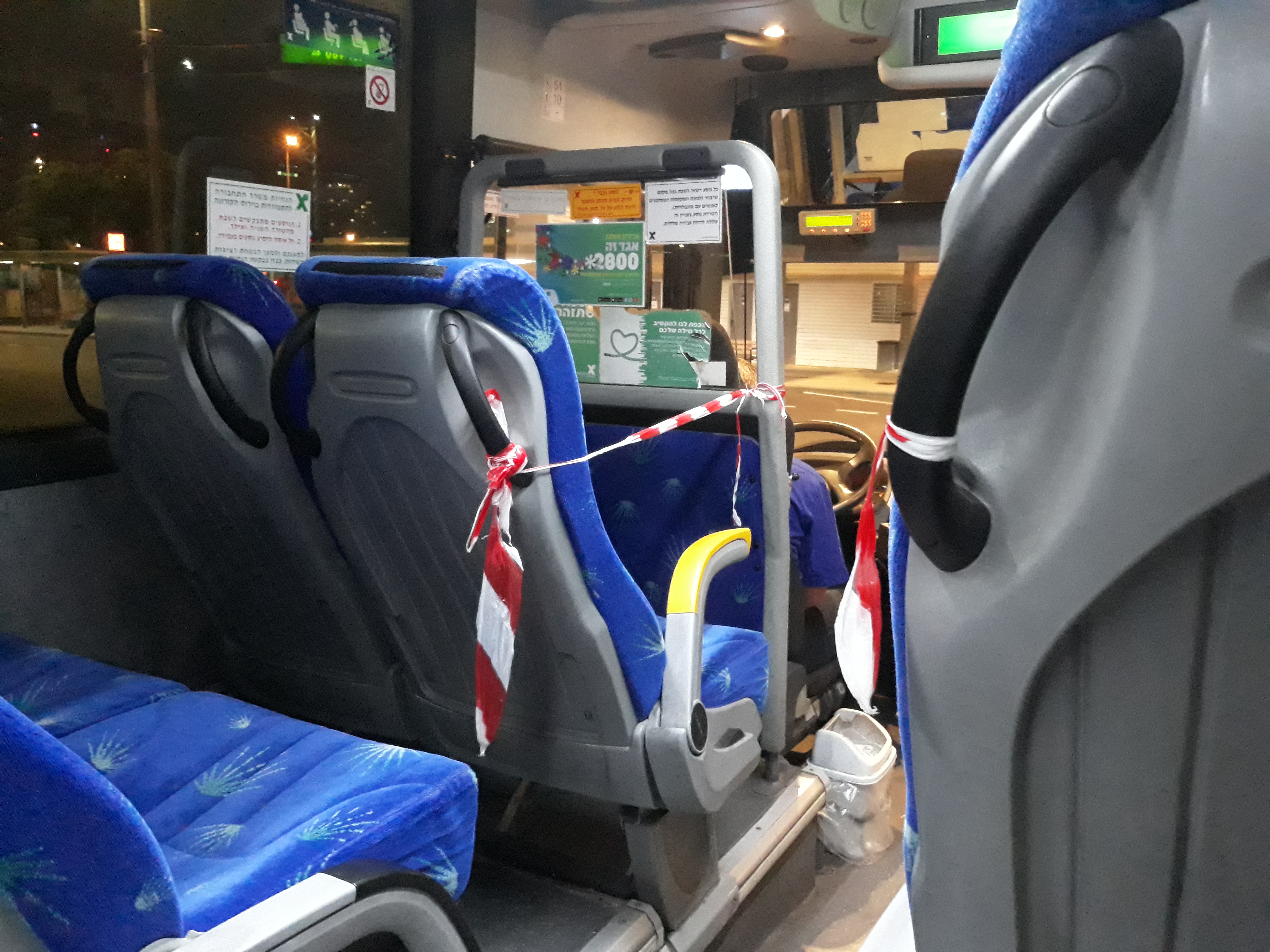
منعت الحكومة الجلوس في المقاعد الأمامية في الحافلات لتقليل فرصة إصابة السائق، إذ أحيط المقعد بشريط.
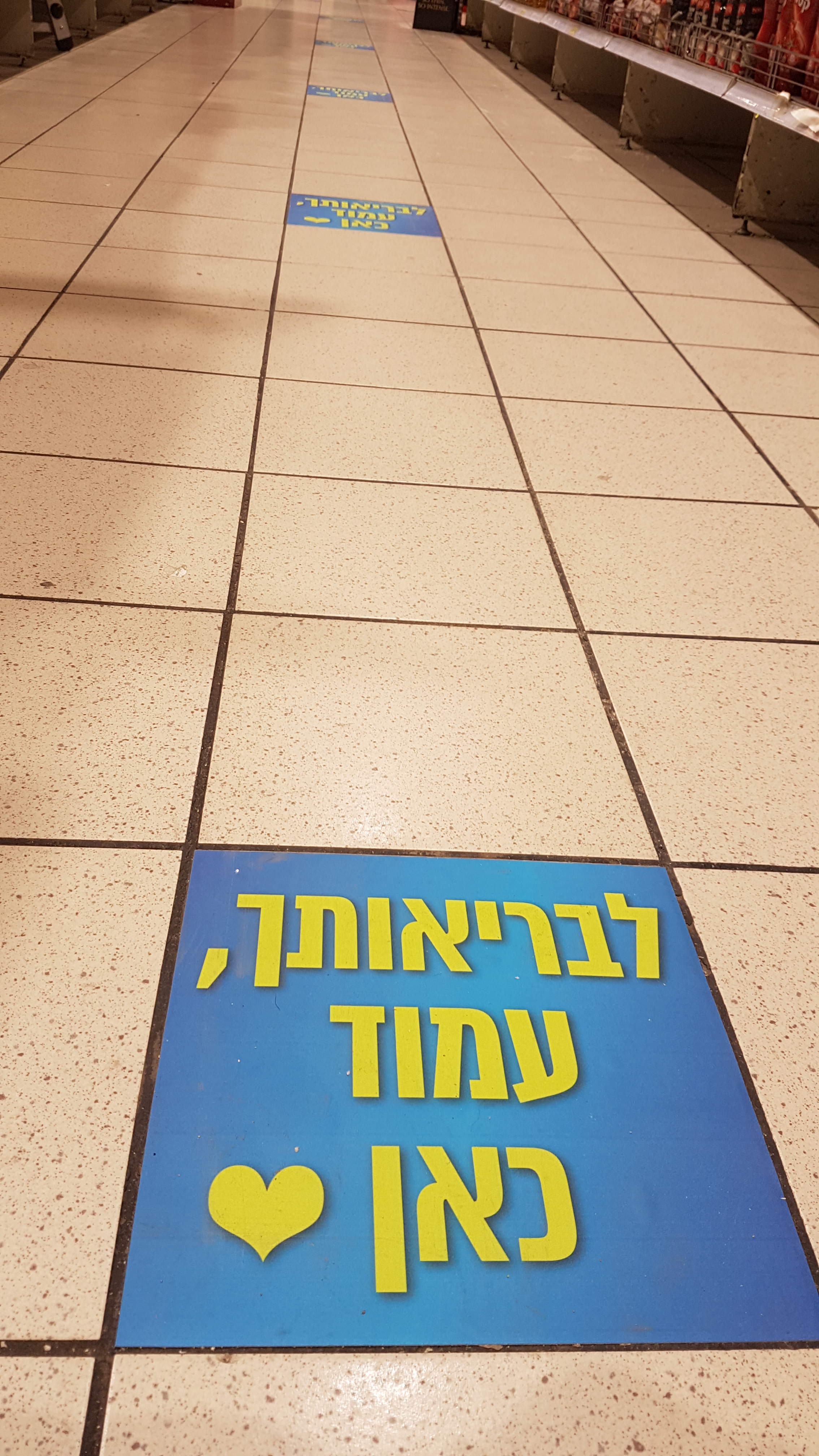
ملصقات في ممرات سوبرماركت تشجع الناس على التباعد: «قف هنا من أجل صحتك».

#### إغلاق المدارس
في 12 مارس، أعلنت إسرائيل إغلاق جميع الجامعات والمدارس حتى انقضاء عطلة عيد الفصح اليهودي في الربيع. بقيت المدارس مغلقةً بعد العطلة، وتعلم الطلاب عبر الإنترنت.
في الثالث من مايو، سُمح لطلاب الصفوف من الأول إلى الثالث بمتابعة الدراسة في المدارس في مدن محددة فقط مع تطبيق قيود صحية. سُمح للصفين الحادي عشر والثاني عشر بعقد جلسات مراجعة تحضيرًا لامتحانات شهادة إنهاء الثانوية.

#### البطالة
في 16 مارس، فرضت إسرائيل قيودًا على القطاعات الخاصة والعامة. مُنح جميع العمال غير الأساسيين التابعين للهيئات المحلية والحكومية إجازةً مدفوعةً حتى نهاية عطلة عيد الفصح اليهودي. طُلب من شركات القطاع الخاص التي تضم أكثر من 10 موظفين تخفيض عدد العمال في مكان العمل بنسبة 70%.
بحلول الأول من أبريل، بلغ معدل البطالة الوطني 24.4%. استفاد 844,000 فرد من إعانات البطالة في شهر مارس وحده، وهؤلاء يشكلون 90% من العمال الذين خرجوا في إجازة غير مدفوعة بسبب الجائحة.

#### النقل العام
بحلول 19 مارس، انخفض عدد ركاب النقل العام بنسبة 38.5% مقارنةً مع الفترة قبل انتشار الفاشية. قلصت الحكومة حركة الحافلات العامة بشدة، إذ فرضت حظر تجول على الحافلات ليلًا بدءًا من الثامنة مساءً، ومنعت النقل العام بين الثامنة مساءً من ليلة الخميس وصباح الأحد، متخطيةً الفجوة المعتادة في النقل العام في إسرائيل يوم الشبات (من مساء الجمعة حتى صباح الأحد).
في 22 مارس، أسست وزارة المواصلات وأمن الطرقات وهيئة النقل العام الوطنية التابعة لها نظام إشعار يسمح للمسافرين ممن يستخدمون المواصلات العامة بالتحقق من اختلاطهم مع شخص مصاب بفيروس كورونا. تُخزن سجلات السفر عبر استخدام بطاقات الحافلات الالكترونية في البلاد التي تُدعى راف-كاف.

#### إغلاق السفارة الإسرائيلية في اليونان
في التاسع من مارس، أُعلن عن إغلاق السفارة الإسرائيلية في اليونان مؤقتًا بعد اكتشاف إصابة عامل فيها بفيروس كورونا ونقله إلى أفراد عائلته.

#### حزمة الإنقاذ الاقتصادي
في 30 مارس، أعلن رئيس الحكومة نتانياهو عن حزمة إنقاذ اقتصادي تبلغ 80 مليار شيكل (22 مليار دولار)، قائلًا إنها تساوي 6% من الناتج المحلي الإجمالي. خُصصت الأموال للرعاية الصحية (10 مليار شيكل)، والرعاية الاجتماعية والبطالة (30 مليار شيكل)، وتقديم مساعدات للأعمال الصغيرة والكبيرة (32 مليار شيكل)، والدعم المالي (8 مليار).
خلال شهر أبريل 2020، أودعت مؤسسة التأمين الوطني مبلغًا ممنوحًا لمرة واحدة لكبار السن والعاجزين، ومن يتلقون دفعات مالية للنفقة ودعم الدخل، وللعائلات التي تضم أطفالًا.
في 16 يونيو 2020، أقر الكنيست قانون تحفيز لتشجيع الشركات على استعادة موظفيها من البطالة.

### رد فعل القطاع الخاص

#### إلغاء النشاطات
أدت الجائحة إلى إلغاء الكثير من النشاطات والأحداث. على الرغم من إغلاق صالات الأعراس، أُقيمت حفلات الزفاف في البيوت الخاصة بعدد محدود لا يتجاوز عشرة مشاركين في كل غرفة؛ يمكن أن يحدث الرقص في الساحات المغلقة والمفتوحة على حد سواء. أُقيمت الأعراس أيضًا على أسطحة المنازل واليشيفات. في إحدى الحالات، اختار زوجان من اليهود السفارديم إجراء زفافهما في سوبرماركت أوشر آد، والذي كان مستثنى من قاعدة الأشخاص العشرة. اختار البعض بث حفلات الزفاف عبر الإنترنت باستخدام منصات مثل زوم.

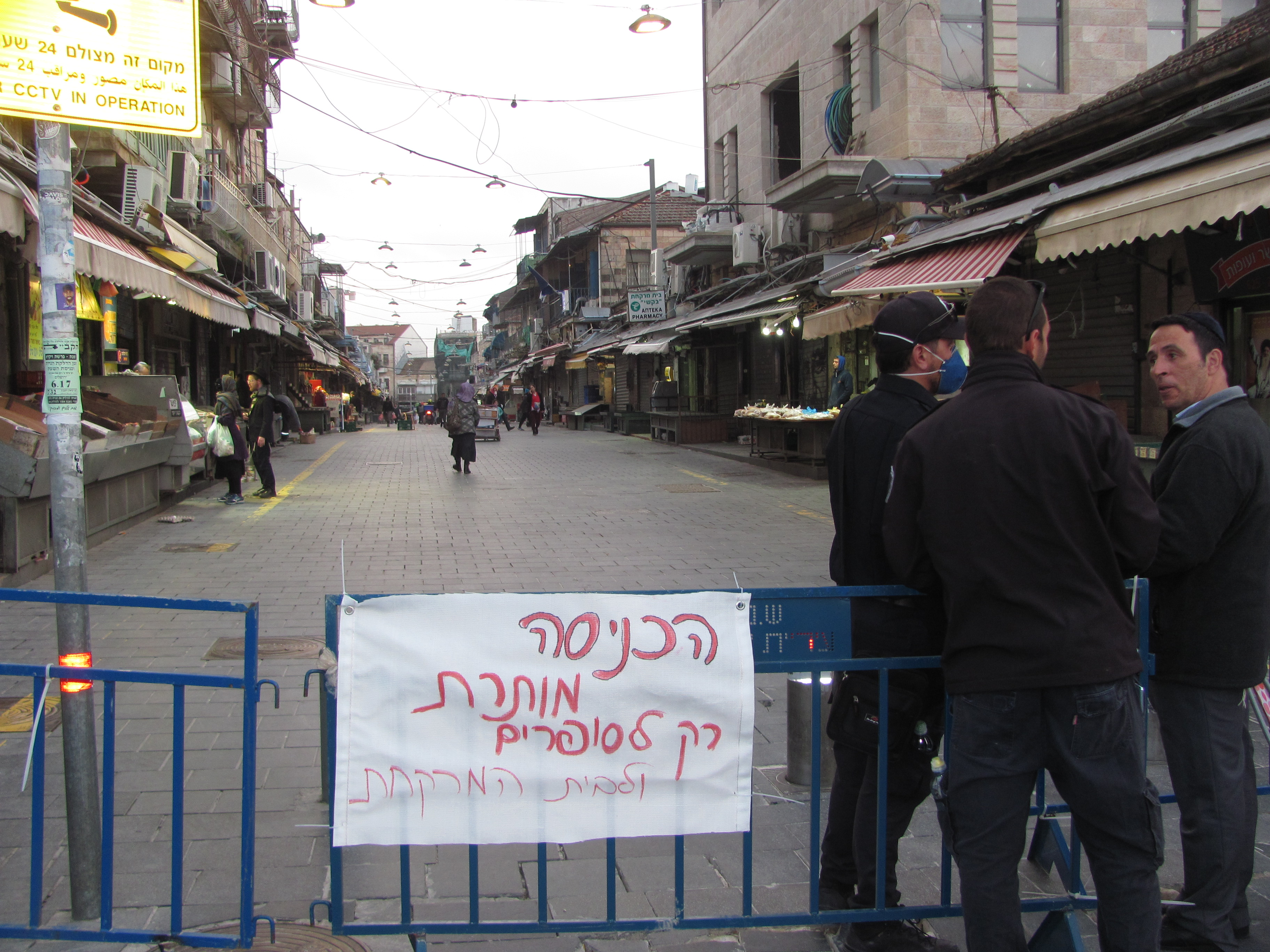
مدخل سوق ماهان يهودا المغلق الذي يُسمح فيه بالتسوق فقط في محلات السوبرماركت والصيدليات (24 مارس)

#### البيع بالتجزئة
في السادس عشر من مارس، طلب بنك إسرائيل من بنوك التجزئة إغلاق أبوابها، لكنه سمح ببقاء الخدمات الخاصة متوفرة أمام المسنين.
في الثاني والعشرين من مارس، أغلقت الشرطة كلًا من سوق الكرمل المفتوح في تل أبيب وسوق ماهان يهودا المفتوح في القدس.
شهد عدد من المتاجر نقصًا في البيض سببه هلع الشراء لدى السكان والخوف من الإقفال.
رف بيض فارغ في سوبرماركت في القدس. تقول اللافتة: «أعزاءنا الزبائن، بسبب الوضع الحالي والنقص، يُحدد بيع البيض بصندوقين من 12/18 وحدة أو صندوق واحد من 30 وحدة. شكرًا لتفهمكم» 

#### القيود الدينية
كانت قواعد وزارة الصحة القاضية بتقييد التجمعات في الأماكن المغلقة، وتقليص العدد المسموح من 100 شخص إلى عشرة أشخاص آخذة بعين الاعتبار الحد الأدنى من الأشخاص الواجب للمنيان (نصاب الصلاة العامة). مع تشديد القيود على السكان في الخامس والعشرين من مارس، دعت الحاخاميتان الكبريتان في إسرائيل إلى إغلاق جميع الكُنس وإجراء الصلوات في الأماكن المفتوحة بمجموعات مكونة من عشرة أشخاص، مع الحفاظ على مسافة مترين (6 أقدام و7 إنشات) بين كل مصليين. أُغلقت كنس عدة في القدس وأُجريت الصلوات في الأماكن المفتوحة. نظرًا للارتفاع في حالات تشخيص فيروس كورونا في بني براك، وبعد أن طلب بدايةً من أتباعه تجاهل قيود وزارة الصحة، أصدر الزعيم الديني الحريدي شايم كانيفسكي بيانًا غير مسبوق في التاسع والعشرين من مارس طالبًا من سكان بني براك عدم الحفاظ على المنيان في الصلاة على الإطلاق، وأوصى بالصلاة بشكل منفرد في المنازل. على الرغم من ذلك، اتُهم كانيفسكي بتنظيم صلوات جماعية سرية في منزله. وفقًا لوزارة الإحصاءات الصحية الإسرائيلية، التُقطت نسبة 24% من جميع حالات العدوى بفيروس كورونا بنقطة بداية معروفة للعدوى (35% من جميع الحالات المعروفة) ضمن الكنس، في حين نُقلت العدوى في 15% من الحالات في الفنادق و12% في المطاعم.
بعد أخذ ورد مع ممثلين من شيفرا كاديشا (جمعية دفن الموتى الدينية اليهودية)، سمحت وزارة الصحة لأفراد الجمعية بالاستمرار في عدد من الطقوس التقليدية للدفن لمرضى فيروس كورونا. وجب على العاملين في الدفن ارتداء اللباس الواقي الكامل لإجراء الطهارة (طقوس التطهير) على الجثة التي تُلف بعد ذلك بتاخريشيم (زي كتاني) تقليدي تليه طبقة من البلاستيك. يجب إجراء مراسم الجنازة بالكامل في مكان مفتوح. لا يعتبر ارتداء اللباس الواقي ضروريًا بالنسبة إلى الضيوف.
في السادس والعشرين من مارس، أُغلقت كنيسة القيامة.
في الأول من أبريل، نشرت الحاخامية الكبرى في إسرائيل توصيات لمراقبة قوانين عيد الفصح اليهودي خلال الجائحة. تضمنت التوصيات الحرص على الصلاة في المنزل دون تحقيق المنيان وبيع الشاميتز عبر الإنترنت والتخلص من الشاميتز في المنزل بطريقة غير الحرق، وذلك لئلا يخرج السكان إلى الشوارع من أجل الحرق التقليدي للشاميتز.
زيارة مقام النبي شعيب هي مناسبة للطائفة الدرزية تحدث بين الخامس والعشرين والثامن والعشرين من أبريل، وتعترف بها إسرائيل رسميًا كعطلة عامة في البلاد. أعلن الرئيس الروحي للطائفة الدرزية في إسرائيل موفق طريف إلغاء الطقوس التقليدية لزيارة مقام النبي شعيب للمرة الأولى في تاريخ المجتمع الدرزي.

#### التقدير
في الثامن عشر من مارس وعند الساعة السادسة مساء، صفق الإسرائيليون على امتداد البلاد من شرفاتهم لمدة دقيقتين تقديرًا للعاملين في المجال الطبي الذين يحاربون فيروس كورونا.

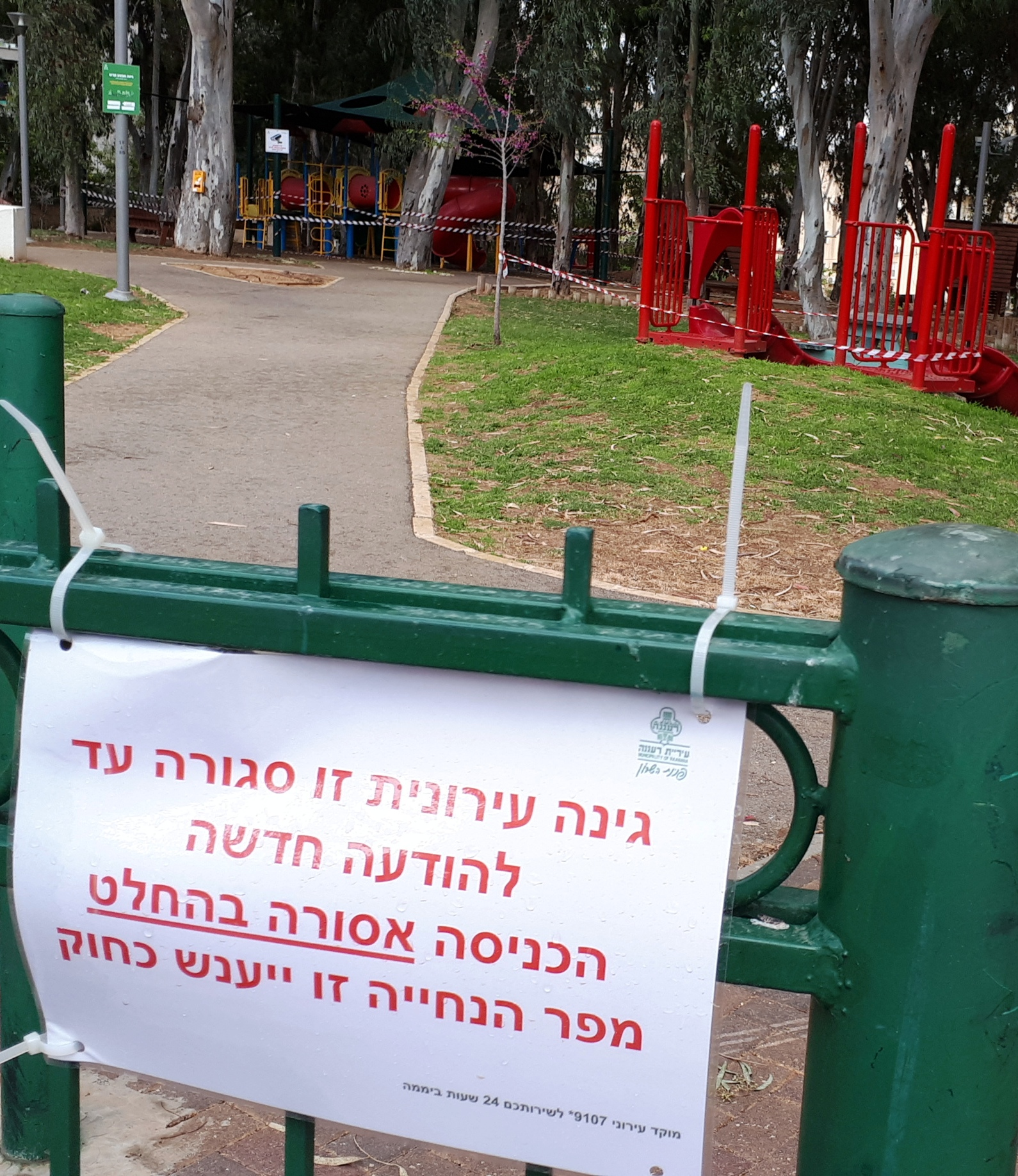
حديقة مدينة مغلقة بسبب جائحة فيروس كورونا

### حالة الطوارئ العامة
في التاسع عشر من مارس، أعلن رئيس الوزراء نتنياهو حالة الطوارئ العامة في البلاد. قال إن القيود الحالية ستصبح قابلة للفرض بشكل قانوني، ويمكن فرض غرامات على المخالفين. لم يُسمح للإسرائيليين بمغادرة منازلهم إلا للأسباب شديدة الضرورة. بقيت الخدمات الأساسية قيد العمل. أظهرت التقارير الإخبارية مئات الإسرائيليين المتجاهلين للحظر الجديد على طقوس الشبات (السبت المقدس) الموافق للحادي والعشرين من مارس، إذ زاروا الشواطئ والمنتزهات والطبيعة بأعداد كبيرة، دافعين وزارة الصحة إلى التهديد بفرض قيود أشد على الشعب.

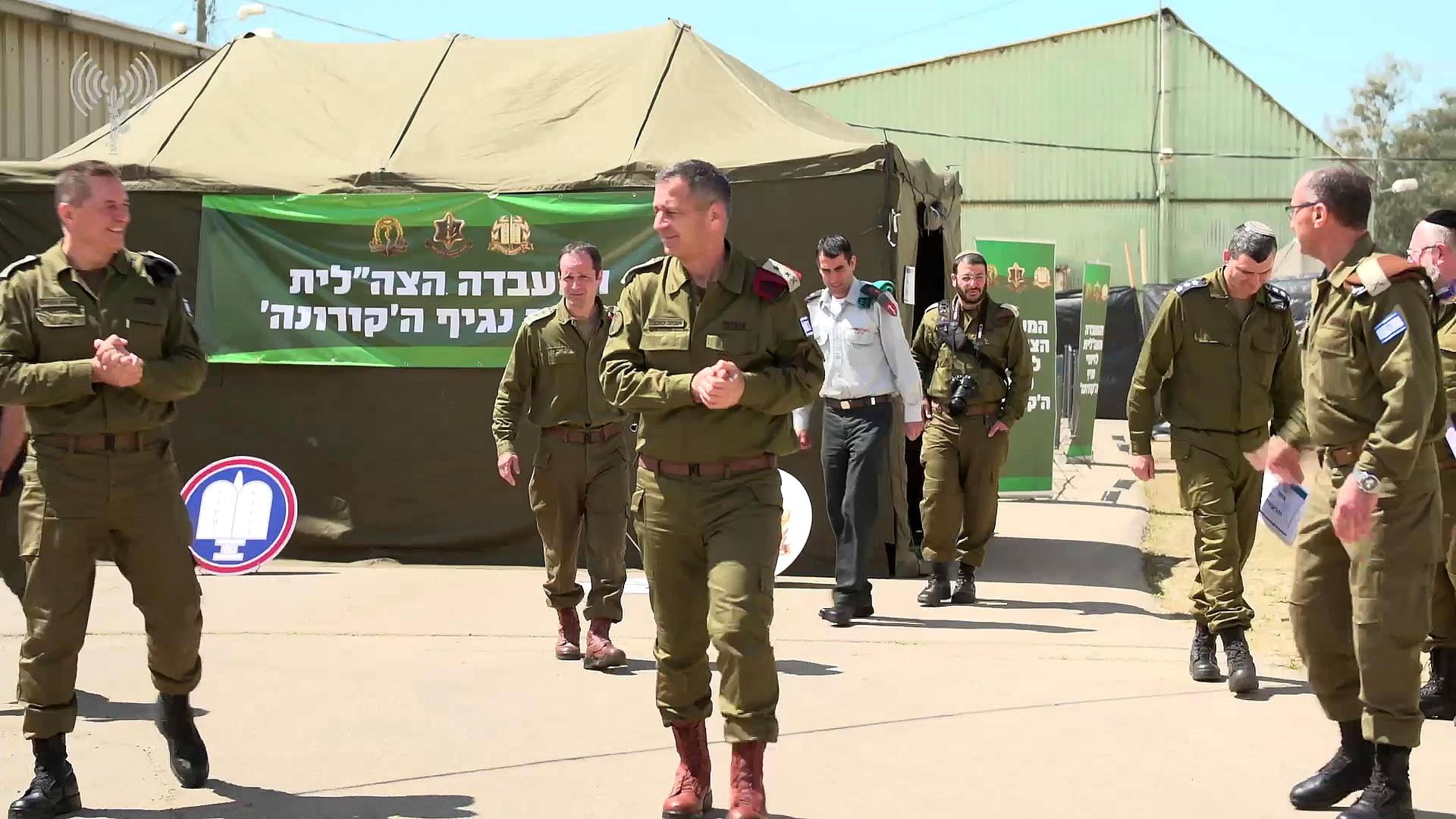
رئيس الأركان العامة أفيف كوخافي (في الوسط) يتفقد المخبر العسكري لتشخيص مرضى فيروس كورونا في قاعدة تزريفين، برفقة مدير التقنية واللوجستيات يتزهاك تورغمان (على اليسار) ورئيس الخدمات الطبية طريف بدر (على اليمين) وأعضاء من الحاخامية العسكرية

في الخامس والعشرين من مارس، فرضت الحكومة قيودًا أكثر صرامة على تنقل السكان. تضمنت هذه القيود:
- يجب ألا يتنقل أي شخص لمسافة أكثر من 100 متر (330 قدمًا) من منزله، باستثناء ما يلي:
  - ذهاب الموظفين إلى العمل مسموح وفقًا للأنظمة.
  - الحصول على الطعام والدواء والمنتجات الأساسية وتلقي الخدمات الأساسية.
  - تلقي المعالجة الطبية.
  - التبرع بالدم.
  - متابعة الإجراءات القانونية.
  - الاحتجاج.
  - الوصول إلى الكنيست.
  - تلقي الرعاية في إطار نظام التكافل الاجتماعي.
  - انتقال الشخص أو الأشخاص الذين يعيشون في المكان ذاته لمدة قصيرة وحتى مسافة 100 متر من مكان الإقامة.
  - تقديم المساعدة الطبية لشخص آخر أو مساعدة شخص يمر بمشكلة أو ضائقة.
  - الصلاة في الأماكن المفتوحة والجنائز والزفاف ومراسم الختان، بالإضافة إلى زيارة النساء للميكفاه، وذلك بشرط تحديد موعد مسبق للزيارة.
  - نقل طفل قاصر إلى أماكن التعليم، وذلك بالنسبة إلى أبناء العاملين في المجالات الأساسية والأطر الخاصة (بالتوافق مع قواعد الصحة العامة).
  - نقل طفل قاصر يعيش والداه بشكل منفصل من قبل أحد والديه إلى منزل الآخر.
  - نقل قاصر اضطر ولي أمره للمغادرة بسبب عمل اضطراري في حال عدم وجود مكان مسؤول لإبقاء الطفل في رعايته.
- يمكن للسيارات الخاصة نقل راكبين فقط. يمكن لسيارات الأجرة نقل راكب واحد فقط.
- يجب فحص العمال الأساسيين في مكان العمل وتحري وجود الحمى، وإرسال أي شخص تصل درجة حرارته إلى أكثر من 38 درجة مئوية (100 درجة فهرنهايت) إلى منزله.
- يخضع المخالفون إلى غرامة قيمتها 5,000 شيكل، وفترة سجن تصل إلى ستة أشهر.

بدءًا من الأول من أبريل، اقترحت الحكومة تشديد القيود الوقائية على السكان، طالبة منهم: الابتعاد عن جميع التجمعات العامة ومن بينها نصاب الصلاة المحدد بعشرة رجال، إضافة إلى تقييد الخروج من المنزل بشخصين من كل منزل وإلزام من يخرج من المنزل بارتداء قناع للوجه في الأماكن العامة.
بدءًا من الثاني عشر من أبريل، طلبت الحكومة من جميع الإسرائيليين تغطية أنوفهم وأفواههم عند مغادرة منازلهم. شملت الاستثناءات لهذا القرار كلًا من «الأطفال تحت عمر السادسة والأشخاص المصابين بمشاكل عاطفية أو نفسية أو صحية لا تسمح بارتداء قناع على الوجه والسائقين في سياراتهم والأشخاص الذين يعيشون وحيدين في مبنى ما وأي شخصين يعملان بشكل منتظمة سوية، وذلك بشرط حفاظهم على التباعد الاجتماعي». صدر هذا القانون في اليوم ذاته الذي شككت فيه منظمة الصحة العالمية بفعالية أقنعة الوجه في وقاية الأشخاص السليمين من الإصابة بالفيروس.

### إغلاق المدن والأحياء

#### إغلاق بني براك
في الثاني من أبريل، صوتت الحكومة عبر اتصال جماعي على إعلان بني براك «منطقة محظورة»، ليقتصر الدخول إليها والخروج منها على «السكان والشرطة وخدمات الإنقاذ والأشخاص الذين يحضرون المستلزمات الأساسية والصحفيين»، لمدة مبدئية حُددت بأسبوع. بوجود تعداد سكاني يصل إلى 200,000 شخص، سجلت بني براك ثاني أعلى عدد من الإصابات بفيروس كورونا بين المدن الإسرائيلية من ناحية العدد الإجمالي، وأعلى عدد للإصابات نسبة إلى عدد السكان. في العاشر من أبريل، خُففت إجراءات الإغلاق إذ سُمح للسكان بمغادرة المدينة للذهاب إلى العمل أو حضور جنازة قريب مباشر أو الحاجات الطبية الأساسية.

#### إقفال سيدر عيد الفصح اليهودي العام
فرض أصحاب القرار إقفالًا على امتداد البلاد لمدة ثلاثة أيام بالتزامن مع سيدر عيد الفصح اليهودي، والذي يحتفل فيه الإسرائيليون مساء الأربعاء الموافق للثامن من أبريل. مُنعت جميع أشكال السفر بين المدن منذ مساء الثلاثاء حتى مساء الجمعة. من الساعة الثالثة مساء الأربعاء حتى الساعة الثامنة من صباح الخميس، مُنع جميع الإسرائيليين من التجول لمسافة تزيد عن مئة متر من منازلهم. هدفت هذه الإجراءات إلى منع التجمعات العائلية التقليدية المرتبطة بهذه المناسبة. لم يُطبق هذا الإقفال على المدن العربية حيث لا يُحتفل بهذه المناسبة.
على الرغم من الإقفال، لاحظت الصحافة الإسرائيلية احتفال عدد من السياسيين الكبار مثل رئيس الحكومة بنيامين نتنياهو والرئيس الإسرائيلي رؤوفين ريفلين وزعيم حزب إسرائيل بيتنا أفيغادور ليبرمان ووزير استيعاب المهاجرين يوآف غالانت وعضو الكنيست الإسرائيلي عن حزب الليكود نير بركات بالسيدر أو غيرها من طقوس هذا العيد إلى جانب أقاربهم الذين لا يعيشون معهم.

#### إغلاق الأحياء الحريدية في القدس
في الثاني عشر من أبريل، فرضت الحكومة إغلاقًا على الأحياء الحريدية في القدس، مستندة إلى إحصاءات وزارة الصحة التي تشير إلى إمكانية تعقب 75% من إصابات فيروس كورونا في المدينة إلى هذه الأحياء. أثر الإغلاق على أحياء ميا شيريم (الأبواب المئة) وغولا وبوخاريم وروميما وميكور باروخ وسنحيدريا والنبي يعقوب ورامات شلومو (رحمة سليمان) وحار نوف. سُمح لسكان هذه الأحياء بالمغادرة إلى أحياء مجاورة فقط للذهاب إلى العمل أو حضور جنائز الأقارب المباشرين أو الحاجات الطبية الأساسية. اعترض عمدة القدس موشيه ليون على هذا الإغلاق، إذ ذُكر أنه أخبر أعضاء الحكومة: «خذوا حي راموت على سبيل المثال، 60,000 ساكن منهم 140 مريضًا. لماذا نحتاج إلى إغلاق الحي بالكامل؟» 

#### الإقفال الجزئي على امتداد البلاد
فُرض الإقفال الجزئي الشامل للبلاد مرة أخرى بين الرابع عشر والسادس عشر من أبريل، مانعًا الإسرائيليين من زيارة أفراد عائلاتهم في المدن الأخرى، ومانعًا سكان القدس من مغادرة أحيائهم، وذلك بالتزامن مع اليوم السابع من عيد الفصح اليهودي وعيد الميمونة في الليلة التالية معلنة نهاية عيد الفصح اليهودي.

#### إجراءات الإغلاق في شهر رمضان
خلال شهر رمضان الذي بدأ في الخامس والعشرين من أبريل، فُرض إغلاق المتاجر في كافة المدن ذات الغالبية المسلمة (ومن بينها القدس الشرقية) منذ السادسة مساء حتى الثالثة فجرًا. مُنعت صلاة الجماعة في الأماكن المغلقة لجميع الأديان، في حين سُمح بالصلاة في الأماكن المفتوحة لمجموعات لا تتجاوز 19 شخصًا، مع التزامهم بالتباعد لمسافة لا تقل عن مترين فيما بينهم.

### البيع بالتجزئة
في الرابع والعشرين من أبريل 2020، وافقت الحكومة على افتتاح صالونات الحلاقة والمحلات التجارية المفتوحة على الشوارع، ليبدأ التنفيذ من السادس والعشرين من أبريل 2020. بقيت المراكز التجارية والنوادي الرياضية والمطاعم التي لا تملك خدمات توصيل خارجي مغلقة.
في السابع من مايو 2020، أُعيد افتتاح المراكز التجارية والمتاجر المفتوحة، مع فرض قيود على عدد الأشخاص المسموح بوجودهم في كل مكان. في السابع عشر من مايو 2020، أُعيد افتتاح المطاعم، مع الحفاظ على مسافة 1.6 متر بين الزبائن، وارتداء العاملين لأقنعة الوجه.

### تخفيف الإقفال
في الرابع من مايو 2020، حدد رئيس الحكومة نتنياهو خطوطًا عريضة للتخفيف التدريجي لقيود الإقفال العام مع موافقة الحكومة على هذه الخطة. تضمنت التغييرات المباشرة السماح بالاجتماع في الأماكن المفتوحة لمجموعة من الأشخاص لا تتجاوز العشرين، بالإضافة إلى إلغاء قاعدة المئة متر كحد أعلى للتنقل بعيدًا عن المنزل والسماح باجتماع أفراد العائلة حتى المسنين منهم. سُمح بإجراء حفلات الزفاف بعدد من المشاركين يصل إلى خمسين شخصًا. يوقف تخفيف القيود في حال حدوث أي مما يلي:
- تسجيل مئة حالة جديدة يومية (باستثناء الأشخاص الوافدين من الخارج وحالات التفشي في دور المسنين والحالات المسجلة في بقية المناطق الساخنة المعروفة مسبقًا).
- انخفاض زمن تضاعف حالات العدوى إلى أقل من عشرة أيام.
- وصول عدد المرضى ذوي الحالات الخطرة إلى 250.

أُعلن عن تخفيف إضافي لقيود الإغلاق في الخامس من مايو 2020.
في التاسع عشر من مايو 2020، أُلغي فرض ارتداء أقنعة الوجه في الأماكن العامة والمدارس لبقية الأسبوع بسبب موجه الحر الشديدة.
في العشرين من مايو 2020، أُعيد افتتاح الشواطئ والمتاحف، وُخففت القيود المحددة لعدد الركاب في الباصات. أُعيد افتتاح دور العبادة لمجموعات تصل إلى 50 شخصًا. طُلب من مرتادي هذه الأماكن ارتداء أقنعة الوجه والحفاظ على مسافة مترين فيما بينهم.

#### إعادة افتتاح المدارس
في الثالث من مايو 2020، أُعيد افتتاح المدارس للسنوات الدراسية من الأول إلى الثالث الابتدائي، إضافة إلى الصف الحادي عشر والثاني عشر. حُدد عدد التلاميذ في الصفوف الدراسية، وطُلب منهم ارتداء أقنعة الوجه. بحلول السابع عشر من مايو 2020، رُفعت القيود عن عدد الطلاب في الصف الدراسي.
في العاشر من مايو 2020، أُعيد افتتاح رياض الأطفال ومراكز التوجيه قبل المدرسي، مع تحديد عدد الأطفال في كل صف دراسي، إضافة إلى فرض جدول دراسي نصف أسبوعي متبدل. أُعيد افتتاح دور الحضانة بنظام عمل أسبوعي كامل، لكن عدد الأطفال المسموح به حُدد بـ 70% من العدد الكلي للاستيعاب. أُعطيت الأفضلية لأطفال الأمهات العازبات أو العاملات.
بين السابع عشر والتاسع عشر من مايو 2020، أُعيد افتتاح المدارس بشكل كامل، مع وضع بعض قواعد التباعد الاجتماعي، ومن بينها تكديس الاستراحات والحفاظ على مسافة مترين بين التلاميذ خلالها. طُلب من الأطفال القادمين إلى المدارس تقديم بيان صحي موقع من قبل أهاليهم.
أُغلق عدد من المدارس بعد إعادة افتتاحها إثر ظهور إصابات بين أفراد كادر العمل أو الطلاب.

## الموجة الثانية

### رد الفعل الحكومي
في الأول من يوليو، أعاد الكنيست موافقته على مراقبة هيئة الأمن الإسرائيلية للأشخاص المصابين من خلال تفعيل القانون للتصريح للقوى الأمنية بمساعدة الجهود الحكومية الهادفة إلى الحد من انتشار فيروس كورونا المستجد (البنود المؤقتة) 2020-5789. مع استمرار هيئة الأمن الإسرائيلية في المراقبة، بحلول الخامس من يوليو، طُلب من أكثر من 30,000 إسرائيلي الخضوع للحجر الصحي.
في السادس من يوليو 2020، بعد أكثر من أسبوعين على الازدياد المستمر في عدد الحالات الإيجابية اليومية، أعلن نتنياهو عن تعليمات جديدة للتباعد الاجتماعي بعد موافقة الحكومة. تضمنت هذه التوصيات:
- تقييد التجمعات الاجتماعية بعشرين شخصًا.
- تقييد عدد المصلين في الكُنس بـ 19 شخصًا.
- إغلاق الأندية الرياضية والنوادي الليلية والمراكز الثقافية وصالات المناسبات.
- خفض عدد ركاب الباصات العامة إلى 20.
- خفض عدد الزبائن في المطاعم إلى 20 في الأماكن المغلقة أو 30 في المطاعم التي تحتوي على مقاعد في أماكن مفتوحة.

في السابع عشر من يوليو، أُعلن عن قيود جديدة تضمنت:
- إغلاق جميع الأستوديوهات والنوادي، ما عدا تلك التي يستخدمها الرياضيون المحترفون.
- منع الجلوس في الحانات أو المطاعم (يُسمح باستخدام التوصيل المنزلي والطلبات الخارجية فقط).
- إغلاق أماكن العمل غير الضرورية في عطلة نهاية الأسبوع من الخامسة مساء يوم الجمعة حتى الخامسة صباحًا من يوم الأحد (محلات السوبرماركت والصيدليات غير مشمولة بالقرار).
- إغلاق الشواطئ خلال إقفال نهاية الأسبوع، بدءًا من الرابع والعشرين من يوليو 2020.
- تحديد التجمعات بعشرين شخصًا في الأماكن المفتوحة وعشرة أشخاص في الأماكن المغلقة.

نتيجة ضغط أصحاب مشاريع العمل، تراجعت الحكومة عن إغلاق المطاعم والمسابح والشواطئ. أُلغي إغلاق المراكز التجارية والمتاجر خلال عطلة نهاية الأسبوع أيضًا، وذلك بعد ادعاءات قائلة إن هذا الإغلاق لم يساعد على خفض سرعة انتشار الفيروس.
في الرابع والعشرين من أغسطس 2020، أُكدت إصابة وزيرة استيعاب المهاجرين بنينا تامانو-شطا بفيروس كورونا.

#### إغلاق المدن والأحياء بناء على خطة «أضواء إشارة المرور»
في الحادي والثلاثين من أغسطس 2020، وافقت لجنة فيروس كورونا الوزارية على خطة «أضواء إشارة المرور» التي قدمها البروفيسور روني غامزو، وفيها يُحدد لكل مدينة في البلاد لون معين يشير إلى المستوى الحالي لانتشار كوفيد-19. يمكن مشاهدة اللون الحالي لكل مدينة على موقع الحكومة.
في السادس من سبتمبر 2020، وافقت الحكومة على إغلاق المدارس بالإضافة إلى حظر تجول ليلي على المناطق «الحمراء». حلت هذه الخطة محل اقتراح غامزو بفرض الإغلاق التام في عشر بلدات حمراء اللون ودخل حيز التنفيذ في الثامن من سبتمبر. أثر هذا الإغلاق بشكل أساسي على التجمعات السكانية الأشد فقرًا في إسرائيل، وعلى وجه الخصوص السكان العرب واليهود المتشددين (الطائفة الحريدية بشكل أساسي). أُلزم سكان المناطق المشمولة بحظر التجول على التنقل لمسافة لا تزيد عن 500 متر من منازلهم، وذلك بين الساعة السابعة مساء والخامسة صباحًا.

#### الإقفال خلال الأعياد العليا
في العاشر من سبتمبر 2020، أصبحت إسرائيل الدولة الأولى من حيث معدل انتشار المرض نسبة إلى عدد السكان في العالم. مع استمرار الإصابات المؤكدة بالازدياد يوميًا، حذر مسؤولون إسرائيليون من أن المشافي قد تصبح غير قادرة على احتواء الأزمة.
في الثالث عشر من سبتمبر 2020، وافقت الحكومة على إقفال شامل للبلاد لمدة ثلاثة أسابيع، وذلك بدءًا من الساعة الثانية من مساء يوم الجمعة الموافق للثامن عشر من سبتمبر، وانتهاء بالعاشر من أكتوبر. تضمنت القيود:
- تحديد تنقل الأشخاص بمسافة 500 متر من منازلهم كحد أقصى، ما عدا حالات التنقل إلى العمل والنشاطات الأساسية مثل شراء الطعام والذهاب إلى الصيدليات.
- إغلاق المراكز التجارية والمتاجر (ما عدا متاجر الطعام والصيدليات) والفنادق والمطاعم ونوادي اللياقة البدنية والمسابح.
- تحديد التجمعات بعشرين شخصًا في الأماكن المفتوحة وعشرة أشخاص في الأماكن المغلقة.
- إغلاق المدارس ما عدا مدارس ذوي الحاجات الخاصة وعدد من المدارس الداخلية (السماح بالتعليم عبر الإنترنت في جميع المدارس).
- منع الجلوس في الحانات والمطاعم (السماح بخدمات التوصيل المنزلي والطلبات الخارجية).

قُرر فرض الإقفال لمدة ثلاثة أسابيع خلال فترة الأعياد العليا، والتي خلالها يرتاد العديد من اليهود الكُنُس. حُددت قواعد الإقفال الخاصة بالصلاة على الشكل التالي:
- تحديد عدد المصلين في الأماكن المفتوحة بعشرين شخصًا.
- تحديد عدد المصلين في الأماكن المغلقة بعدد (ن) من المجموعات المكونة من عشرة أشخاص، إذ يعتمد (ن) على عدد المشاركين (ي) بالشكل التالي:

ن = 3ي إذا كان ي <= 2
ن=6 + 2 (ي – 2) إذا كان ي > 2
في هاتين الحالتين، يجب على العدد الكلي للأشخاص (10ن) ألا يتجاوز (أ/4) باعتبار (أ) هو مساحة الغرفة مقدرة بالمتر المربع.
- في الثالث والعشرين من سبتمبر 2020، أعلن رئيس الحكومة بنيامين نتنياهو عن خطط لفرض إقفال صارم لمدة أسبوعين على امتداد البلاد بعد إعلان رقم قياسي جديد لعدد الإصابات اليومية بلغ 6,923 حالة عدوى في إسرائيل.[121][122]

#### الاستجابة الاقتصادية
اتُخذ عدد من الخطوات لتقديم المساعدة المالية:
- تقديم مبلغ مالي لمرة واحدة لكل مواطن على دفعتين: الأولى لأهالي الأطفال البالغين من العمر أقل من 18 سنة، والثانية للأشخاص البالغين من العمر 18 سنة أو أكثر.[123]
- تمديد تعويضات البطالة حتى الثلاثين من يونيو 2021.[124]
- قُدمت منحة إضافية للعاملين منخفضي الدخل فوق عمر السابعة والستين الذين فُصلوا من عملهم أو أُجبروا على التغيب عنه.[125]
- تقديم منح لمشاريع العمل التي تضرر دخلها بالجائحة.[126]

في الحادي والعشرين من سبتمبر 2020، وافقت الحكومة بالإجماع على حسم بنسبة 10% على رواتب أعضاء الكنيست والوزراء في الحكومة.

#### العام الدراسي 2020-2021
بدأ العام الدراسي الحريدي في الرابع والعشرين من أغسطس 2020، وذلك قبل الموافقة على خطة «أضواء إشارة المرور». افتُتحت جميع المدارس في المدن غير «الحمراء» في الأول من سبتمبر 2020. خلال أسبوع، أعلن عدد من المدارس ورياض الأطفال عن حالات تفشٍّ للفيروس، ما أدى إلى فرض الحجر الصحي على الطلاب والعاملين المتعرضين.

### الاحتجاجات
خلال شهري يوليو وأغسطس 2020، حدث عدد كبير من الاحتجاجات، إذ عبر المحتجون عن استيائهم من استجابة حكومة نتنياهو للجائحة.

## العلاقات مع دول الجوار والمناطق المجاورة

### السلطة الفلسطينية
في الحادي عشر من مارس، أرسلت إسرائيل 20 طنًا من المواد المطهرة إلى الضفة الغربية.
في السابع عشر من مارس، شددت وزارة الدفاع الإسرائيلية القيود على العمال الفلسطينيين، مقيدة دخول هؤلاء العمال إلى القطاعات الأساسية، وطالبة منهم البقاء في إسرائيل بدلًا من التنقل. إضافة إلى ذلك، أنشأت إسرائيل والسلطة الفلسطينية غرفة عمليات مشتركة لتنسيق استجابتهم للفيروس.
في الخامس والعشرين من مارس، حثت السلطة الفلسطينية جميع الفلسطينيين العاملين في إسرائيل على العودة إلى الضفة الغربية. طُلب من جميع العاملين العائدين الخضوع للعزل الذاتي.
في التاسع عشر من مايو، أصبحت طائرة تابعة لخطوط الاتحاد للطيران أول رحلة مباشرة بين الإمارات العربية المتحدة وإسرائيل. كان الهدف منها إيصال مساعدات إلى الضفة الغربية. رفضت الضفة الغربية هذه المساعدة، لُذلك أُرسلت إلى قطاع غزة.

### مصر
في الثامن من مارس، أغلقت إسرائيل معبر طابا الحدودي مع مصر، وذلك خشية نشر فيروس كورونا إلى مصر. طُبق منع الدخول على أي شخص غير إسرائيلي يحاول الدخول إلى مصر. طُلب من المواطنين الإسرائيليين العائدين من مصر الخضوع لحجر صحي فوري لمدة 14 يومًا.

### الأردن
في حين لم تحدد إسرائيل قيودًا على معابرها الحدودية مع الأردن، قررت المملكة الأردنية إغلاق حدودها مع إسرائيل بالإضافة إلى جميع الدول المجاورة بدءًا من الحادي عشر من مارس.
اعتبارًا من الخامس عشر من أبريل 2020، نشرت صحيفة جيروزاليم بوست أن إسرائيل كانت تنوي تقديم 5,000 قناع وقاية طبية إلى الأردن لمكافحة تفشي فيروس كورونا، وذلك بإشراف الجيش الإسرائيلي على إيصالها.

## وصلات خارجية
- كورونا في وزارة الصحة (بالعربية)
- بوابة الطوارئ الوطنية (بالعربية)